# Chexi (sockenhuvudort i Kina, Hunan Sheng, lat 29,12, long 110,17)
Chexi (kinesiska: 澈溪, 润雅, 润雅乡) är en sockenhuvudort i Kina. Den ligger i provinsen Hunan, i den södra delen av landet, omkring 290 kilometer väster om provinshuvudstaden Changsha. Antalet invånare är 5 806. Befolkningen består av 2 789 kvinnor och 3 017 män. Barn under 15 år utgör 23,0 %, vuxna 15-64 år 63 %, och äldre över 65 år 13,0 %.
Runt Chexi är det ganska tätbefolkat, med 116 invånare per kvadratkilometer. Närmaste större samhälle är Shidixi, 10,2 km sydväst om Chexi. I omgivningarna runt Chexi växer i huvudsak blandskog.
Genomsnittlig årsnederbörd är 1 738 millimeter. Den regnigaste månaden är september, med i genomsnitt 307 mm nederbörd, och den torraste är december, med 21 mm nederbörd.